# Heinrich von Kleist
Bernd Heinrich Wilhelm von Kleist (n. 18 octombrie 1777, Frankfurt (Oder), Regatul Prusiei – d. 21 noiembrie 1811, Kleiner Wannsee⁠(d), Regatul Prusiei, Imperiul German) a fost un dramaturg și poet romantic german. Este considerat întemeietorul nuvelei germane moderne.
A scris o operă de puternică tensiune tragică, generată de conflictul între adevărul lăuntric și realitatea evenimentelor exterioare, opunând armoniei clasice pasionalitatea și demonia romantică.
Nuvelele, de o impresionantă concentrare narativă, sunt remarcabile prin observația realistă și concizia stilistică și dezvoltă situații-limită.
Cât despre corespondența sa, filologul Fritz Martini o consideră "unul dintre cele mai zguduitoare documente ale istoriei literare germane".
A fost editor al revistelor Phöbus și Berliner Abendblätter. 
În 1811 von Kleist a avut o relație cu Henriette Vogel. Cei doi și-au scris scrisori de adio, von Kleist a împușcat-o pe Henriette iar apoi s-a sinucis.

## Scrieri
- 1802 - 1803: Robert Guiskard
- 1807: Amphitryon
- 1807: Cutremurul din Chile ("Das Erdbeben von Chili")
- 1808: Penthesilea
- 1808: Bătălia lui Arminius ("Die Hermannsschlacht")
- 1810: Michael Kohlhaas
- 1810: Logodna din St. Domingo ("Verlobung in St. Domingo")
- 1810: Käthchen din Heilbronn ("Das Käthchen von Heilbronn")
- 1810: Prințul de Homburg ("Der Prinz von Homburg")
- 1811: Ulciorul sfărâmat ("Der zerbrochene Krug"), capodoperă a literaturii clasice universale
- 1821: Despre teatrul de păpuși ("Über das Marionettentheater").

## Vezi și
- Listă de dramaturgi germani
- Listă de piese de teatru germane